# Замок Яромержице-над-Рокитною
Замок Яромержице-над-Рокитною — барокова резиденція дворянства, яка разом із замковим костелом Святої Маргарити утворює домінанту та символ міста Яромержице-над-Рокитною. Він належить державі (під управлінням Національного інституту спадщини) та відкритий для публіки. Він охороняється як пам'ятка культури національного значення. Розташований на півдні центральної частини Чехії у невеликому містечку з такою самою назвою неподалік Брно за адресою Площа Миру, 1, м. Яромержіце-над-Рокитною.
1945 року замок націоналізували, нині це великий музейний комплекс, оточений чудовими парками — англійським та французьким.

## Історія та архітектура
Первісна середньовічна фортеця була перебудована наприкінці XVI століття на ренесансний замок, який зберігся у кладці сучасної барокової споруди. Середньовічний замок постав у 1534 році. У 1607 році маєток купив Зигмунд із Тефенбаха. На місці фортеці він збудував ренесансний замок. Щоправда, пожити в ньому так і не вдалося. 1618 року в Празі спалахнуло антигабсбурзьке повстання. Зигмунд із Тефенбаха взяв у ньому участь, а після поразки повстанських військ майно в нього конфіскували на користь імператора Фердинанда II Габсбурзького. Замок був перебудований у бароковому стилі за часів найважливішої родини, яка володіла маєтком Яромержице, Квестенберків, у 1700—1737 роках. Проєкт реконструкції розробив відомий австрійський архітектор Я. Прандтауер (Jakob Prandtauer).
Уся територія замку побудована на осі, що проходить від чумної колони (скульптура Святої Трійці) посередині площі через вхідний двір, потім через Зал предків і далі через середину Французького саду через річку Рокитна до природного театру замку.
Замковий сад у французькому стилі створено одночасно з будівлями. Репрезентативний сад спроєктував 1715 року Жан Треет (Jean Trehet). На другому березі річки Рокитна, на берегах якої розташований парк, значна його частина продовжується в англійському стилі. У свій найвідоміший період Яромержице-над-Рокитною було центром культурного життя, організованого тут Яном Адамом Квестенберком (1678—1752). У той час у Яромержице були велика бібліотека, галерея, театр і власний оркестр. Капельник (керівник капели) замкового оркестру також був відомим чеським композитором, це Францішек Вацлав Міча, автор першої чеської опери «Заснування міста Яромержице».
Садовий театр спроєктували у 1732 році. Природний театр був завершений естетом Конрадом Адольфом фон Альбрехтсбургом і використовувався для організації різних вистав та святкувань. Партер мав багату вишивку по осі замку, навколо круглого фонтану, а з боків розташовувалися боскети дерев. Вісь перетинала річку Рокитна мостом, вирівняним у прямий канал, до трикутного театрального острова, оточеного відгалуженням каналу Рокитна та прикрашеного дворядною алеєю дерев. За каналом з садом з'єднувався сад розводів, посаджених концентричними колами. Цей збережений ідеальний проєкт поступово втілювався в його загальних рисах. У 1710 році збудували подвійні сходи та три фонтани, у 1730 році Рокитну розширили до 22 метрів та підняли водозливом, з 1733 року систематично висаджували дерева та інші рослини, у 1734 році з еггенбурзького пісковику вирізьбили чудові барокові лавки. Водночас у саду було 20 статуй та побудовано дві гондоли для катання каналами. Таким чином, сад являв собою ідеальне середовище для багатого музичного життя Квестенберків.
Сад реконструйовано у 1962—1965 роках за проєктом Душана Рідла, вишивка партеру — за проєктом Бржетислава Шторма 1956 року. Наразі триває висадка липових алей, а загальне облаштування ділянки для щеплення — за проєктом Іржі та Радміли Фінгер.